# アケボノインコ
アケボノインコ（学名：Pionus menstruus パイオナスメンストレス）は、オウム目・インコ科に分類される鳥類の一種。

## 特徴
頭部から腹にかけて鮮やかな青色が特徴。学名のmenstruusは尾羽の下側（コヴァートと呼ばれる部位）が鮮やかな赤色であるため。性格は比較的おとなしく、飼いやすいが呼び鳴きや警戒時の鳴き声はかなり大きい。
頭部の青色や他の羽毛には雌雄の差は無く、青色の濃さは個体差である。

## 亜種
頭部の青色が腹部分まで広がっている亜種と嘴の色がやや明るい亜種の2種が原産地では確認されている。
生息域は南米の何箇所かに分かれており、比較的高地の森に50～100羽の群れを形成し分散している。
原生地では種子、花、果実、穀類等を食餌とし、雨期に向かって繁殖期が開始する。
一度の営巣で3～5個の産卵をし、孵化した雛達の羽が成鳥の羽に完全に換わるには2年掛かる。
成長した雛達は、親鳥の次の育雛の手伝いをする。